# Emily VanCamp
Emily Irene VanCamp (Port Perry, 1986. május 12.) kanadai színésznő. A 2002 és 2006 között futott Everwood című sorozatban vált igazán ismertté, mint Amy Nicol Abbott, majd 2007-től az ABC Testvérek című sorozatában tűnt fel, mint Rebecca Harper.

## Karrier
Játszott a Körök című rövidfilmben, amely mint egy átvezető volt A kör és A kör 2 között. Ő is megjelenik a 2006-os Fekete ír című filmben Kathleenként.
A szerep, amely talán a leginkább ismertté tette a WB Television Network drámája, az Everwood című sorozat hozta meg neki. 2007-től csatlakozik a Testvérek című nagy sikerű sorozat forgatásához, ahol az Everwood producerével, Greg Berlantival dolgozhatott ismét együtt. VanCamp, Rebecca Harperként bukkan fel, aki a néhai William Walker Tom Skerritt és titkos szeretőjének, Holly Harpernek Patricia Wettig a lánya, bár később kiderül, hogy a DNS teszt, amit 2008-ban végeztek téves. Ezzel ő el is hagyta a sorozatot, bár még az ötödik évad harmadik részében megjelenik, hogy véglegesen lezárja a karaktere történetét.
Ő lesz a főszereplője a Hallmark Hall of Fame mozijának, melynek a címe A tábla túloldalán (Beyond the Blackboard), amelyet 2011. április 24-én kezdenek el forgatni, és ahol az Everwood Brown dokijaként megismert Treat Williams-szel láthatjuk újra a vásznon.
2011 szeptemberétől az ABC Bosszú (Revenge) című drámájának főszerepét játssza.

## Magánélete
Emily Montreal külvárosában él, folyékonyan beszél franciául és spanyolul tanul. Két nővére van Kate, Alison és egy húga, Molly. Nagy jégkorong rajongó és a Montreal Canadiens-nek drukkol. Balettozik, szeret fényképezni, tehetséges lovas, és imádja a nagy testű kutyákat. Exbarátja Chris Pratt, akit Bright-ként ismerhetünk az Everwood című sorozatból.
Jelenleg Joshua Bowman a barátja akivel a Bosszú című tv-sorozatban játszanak együtt. Joshua, Daniel Graysont alakítja a sorozatban.

## Filmográfia

### Filmek
| Év   | Magyar cím Eredeti cím                                                 | Szerep                       | Magyar hang     | Rendező                               | Megjegyzés                                                                  |
| ---- | ---------------------------------------------------------------------- | ---------------------------- | --------------- | ------------------------------------- | --------------------------------------------------------------------------- |
| 2023 | (Miranda's Victim)                                                     | Ann Weir                     |                 | Michelle Danner                       |                                                                             |
| 2016 | Amerika Kapitány: Polgárháború (Captain America: Civil War)            | Sharon Carter                | Földes Eszter   | Russo testvérek                       | Jelölve – Teen Choice Awards kedvenc csókjelenet (vele együtt; Chris Evans) |
| 2016 | (Boundaries)                                                           | Emily Price                  |                 | Chloé Robichaud                       |                                                                             |
| 2015 | A lány története (The Girl in the Book)                                | Alice Harvey                 | Csuha Borbála   | Marya Cohn                            |                                                                             |
| 2014 | Amerika Kapitány: A tél katonája (Captain America: The Winter Soldier) | Sharon Carter / 13-as ügynök | Földes Eszter   | Russo testvérek                       |                                                                             |
| 2011 | (Beyond the Blackboard)                                                | Stacey Bess                  |                 | Jeff Bleckner                         | TV film                                                                     |
| 2010 | Norman (Norman)                                                        | Emily Harris                 | Laudon Andrea   | Jonathan Segal                        |                                                                             |
| 2009 | Víruscsapda (Carriers)                                                 | Kate                         | Csuha Borbála   | - Àlex Pastor - David Pastor          |                                                                             |
| 2007 | Fehér bárány (Black Irish)                                             | Kathleen McKay               |                 | Brad Gann                             |                                                                             |
| 2005 | A kör 2. (The Ring Two)                                                | Emily                        | Zsigmond Tamara | Hideo Nakata                          |                                                                             |
| 2005 | (Rings)                                                                | Emily                        |                 | - Gore Verbinski - Jonathan Liebesman | Rövidfilm                                                                   |
| 2004 | Hűségeskü (A Different Loyalty)                                        | Jen Tyler                    |                 | Marek Kanievska                       |                                                                             |
| 2002 | A csapda mélyén (No Good Deed)                                         | Connie                       |                 | Bob Rafelson                          |                                                                             |
| 2002 | (Redeemer)                                                             | Alana                        |                 | Graeme Clifford                       | TV film                                                                     |
| 2001 | Elátkozott szerelem (Lost and Delirious)                               | Allison Moller               |                 | Léa Pool                              |                                                                             |
| 2000 | (Jackie Bouvier Kennedy Onassis)                                       | Jackie Bouvier               |                 | David Burton Morris                   | 'TV film                                                                    |

### Televíziós szerepek
| Év         | Magyar cím                               | Eredeti cím                        | Szerep                       | Megjegyzések                                                                                            |
| ---------- | ---------------------------------------- | ---------------------------------- | ---------------------------- | --- |
| 2021       | A Sólyom és a Tél Katonája               | The Falcon and the Winter Soldier  | Sharon Carter                | - főszereplő - magyar hangja Földes Eszter                                                              |
| 2021       | Marvel Studios: Betekintés               | Marvel Studios: Assembled          | önmaga                       | egy epizód                                                                                              |
| 2021, 2024 | Mi lenne, ha…?                           | What If...?                        | Sharon Carter (hang)         | - két epizód - magyar hangja Földes Eszter                                                              |
| 2020       |                                          | The Disney Family Singalong        | önmaga                       | különkiadás                                                                                             |
| 2018–      | A Rezidens                               | The Resident                       | Nicolette "Nic" Nevin        | - főszereplő - magyar hangja Csuha Borbála                                                              |
| 2014       |                                          | Marvel 75 Years: From Pulp to Pop! | műsorvezető                  | különkiadás                                                                                             |
| 2011–2015  | Bosszú                                   | Revenge                            | Emily Thorne / Amanda Clarke | - főszereplő - magyar hangja Földes Eszter                                                              |
| 2010       | Ben Hur                                  | Ben Hur                            | Esther                       | - főszereplő - magyar hangja Zakariás Éva                                                               |
| 2007–2010  | Testvérek                                | Brothers & Sisters                 | Rebecca Harper               | - főszereplő - magyar hangja Mezei Kitty (1. változat) - magyar hangja Bogdányi Titanilla (2. változat) |
| 2007       | Esküdt ellenségek: Különleges ügyosztály | Law & Order: Special Victims Unit  | Charlotte                    | egy epizód                                                                                              |
| 2002–2006  | Everwood                                 | Everwood                           | Amy Abbott                   | - főszereplő - magyar hangja Kálmánfi Anita                                                             |
| 2002       |                                          | Glory Days                         | Sam Dolan                    | főszereplő                                                                                              |
| 2001       |                                          | All Souls                          | Kirstin Caine                | egy epizód                                                                                              |
| 2001       |                                          | Dice                               | Johanna Wilson               | hat epizód                                                                                              |
| 2000       |                                          | Are You Afraid of the Dark?        | Peggy Gregory                | három epizód                                                                                            |
| 2000       |                                          | Radio Active                       | Becky Sue Drummond           | egy epizód                                                                                              |